# Verdinha
"Verdinha" é uma canção da cantora brasileira Ludmilla, lançada em 29 de novembro de 2019 pela Warner Music Brasil.
Um remix com o cantor norte-americano Nicky Jam e o produtor dominicano Topo La Maskara, creditado na produção da original, foi lançado em 16 de outubro de 2020.

## Antecedentes
Depois de lançar seu primeiro álbum ao vivo Hello Mundo e iniciar a turnê mundial do disco, Ludmilla recebeu o troféu de cantora do ano no Prêmio Multishow de Música Brasileira 2019, se tornando a primeira mulher negra da história a vencer a categoria em 26 anos do prêmio. Após esses eventos, a cantora chamou a atenção dos produtores internacionais Walshy Fire e Topo La Maskara, e ambos decidiram trabalhar juntos em uma canção, cuja escolhida foi "Verdinha".

## Videoclipe
O videoclipe foi dirigido por João Monteiro, com roteiro da própria cantora. No vídeo, Ludmilla é uma fazendeira que comanda uma colheita de alface; o verde é a cor principal retratada no clipe. A cantora usa uma peruca metade verde e preta e visuais modernos. O clipe também aborda temas como a desigualdade racial, o empoderamento feminino (nas cenas apenas mulheres lideram junto com Ludmilla) e a luta LGBTQ+, visto em uma cena em que a cantora dispara uma arma e sai a bandeira de arco-íris, símbolo de resistência da comunidade.
Em 18 de dezembro de 2019, o videoclipe foi restringido para menores de 18 anos no YouTube, para a revolta da cantora: "Acabei de receber a horrível notícia de que classificaram a idade para assistir 'Verdinha'. Estou chocada! O que tem no clipe de Verdinha que ninguém nunca viu aqui no Brasil, gente? O que tem no clipe de 'Verdinha' que é uma novidade extraterrestre no Brasil? Só se for uma negra no poder, no meio de uma plantação de alface, uma mulher delegando funções… deve ser isso que está de estranho, porque no Brasil não costumam ver". No entanto, após algumas horas, o videoclipe foi restabelecido para ser assistido por todas as idades, e a cantora comemorou.

## Controvérsia
Em 3 de dezembro de 2019, o deputado federal Cabo Junio Amaral, do Partido Social Liberal (PSL) do estado de Minas Gerais, entrou com uma representação contra Ludmilla na Polícia Federal e no Ministério Público Federal, além de pedir uma nota de repúdio da Câmara dos Deputados por conta da canção. De acordo com o parlamentar, a letra de "Verdinha" é "infeliz" e faz apologia à maconha, principalmente seu refrão "eu fiz um pé lá no meu quintal, tô vendendo a grama da verdinha a um real" é uma associação à plantação e ao tráfico de drogas. Além disso, ele afirmou que a canção pode servir de gatilho para que crianças e adolescentes pratiquem "condutas criminosas". O deputado pediu a abertura de investigação policial e a eventual instauração de processo penal. Por outro lado, protocolou um pedido ao Ministério Público Federal para que a música fosse retirada de circulação o quanto antes.
Em resposta, a assessoria da cantora alegou que o videoclipe seria uma referência à "Pour It Up", da cantora Rihanna, e que Ludmilla não estaria fazendo "nenhuma apologia ao crime, isso não existe. Todas as mensagens que ela deseja passar com a música e clipe foram divulgadas publicamente, como a liberdade de escolha e a quebra de rótulos". Pouco depois a cantora rebateu, dizendo: "Milhões de brasileiros, desempregados, sem moradia, hospitais sem vagas, a violência predominante, poluição, a questão ambiental, a rede pública de educação miserável, mas o maior problema que o Brasil tem no momento é uma música que fala de alface. Brinca mais que a brincadeira". O deputado respondeu à cantora dizendo que a música era um "crime" e "lixo", e uma ferramenta de tragédias no país. Ludmilla, por sua vez, disse que não iria responder ao parlamentar e não iria ajudá-lo a ficar famoso com a polêmica.

## Desempenho nas tabelas musicais
| Tabela musical (2020) | Melhor posição |
| --------------------- | -------------- |
| Portugal (AFP)        | 128            |

| Tabela musical (2019)     | Melhor posição |
| ------------------------- | -------------- |
| Brasil (Top 50 Streaming) | 6              |